# Mustafa IV
Mustafa IV (مصطفى الرابع in arabo; Istanbul, 8 settembre 1779 – Istanbul, 17 novembre 1808) è stato sultano dell'Impero ottomano fra il 1807 e il 1808, durante il periodo dei colpi di stato ottomani del 1807-1808.

## Biografia

### Le origini
Figlio del sultano Abdül Hamid I (1774-1789) e di una delle sue consorti, Sineperver Kadin, Mustafa nacque a Costantinopoli. Sua madre divenne responsabile della sua educazione ma Mustafa preferì trascorrere una vita tra i piaceri mondani anziché focalizzarsi sui suoi studi.

### Il regno
Durante il regno del cugino, il riformista Selim III (1789-1807), Mustafa godeva dei favori del sultano. Tuttavia, quando i giannizzeri si ribellarono contro Selim III, Mustafa lo tradì e appoggiò questi ultimi che deposero Selim e lo dichiararono nuovo sovrano. Ma il sostegno per Selim III non scomparve, e nel 1808 un esercito, sotto la guida di Mustafa Bayrakdar, si mise in marcia alla volta di Istanbul per riportare questi sul trono. Per risposta, Mustafa IV ordinò l'esecuzione di Selim III e del suo proprio fratello, Mahmud: questo avrebbe reso Mustafa IV l'unico maschio superstite della linea di discendenza reale e pertanto, sperava, avrebbe neutralizzato la ribellione eliminando ogni altro legittimo candidato al trono. Selim III venne ucciso e il suo corpo gettato per scherno contro l'esercito dei ribelli ma Mustafa IV venne comunque deposto e rimpiazzato dal fratello Mahmud II  (1808-1839), sfuggito all'esecuzione nascondendosi, che lo fece mettere a morte il 17 novembre.

## Famiglia
A causa del suo breve regno, Mustafa IV non ebbe una grande famiglia. Aveva quattro consorti note, un figlio e una figlia, entrambi morti infanti.

### Consorti
Mustafa IV aveva quattro consorti note:
- Şevkinür Kadın. BaşKadin (prima consorte). Morì nel 1812 e fu sepolta nel mausoleo di Abdülhamid I.
- Peykidil Kadın. Venne giustiziata nell'agosto 1808 da Mahmud II, con l'accusa di aver complottato contro di lui insieme a Mustafa nel cosiddetto "Complotto Alemdar". Secondo le fonti, venne legata a un peso e scaraventata in mare dalla Torre di Leandro. Insieme a lei, furono giustiziate anche diverse concubine accusate di essere sue complici.
- Dilpezir Kadın. Morì nel 1809 e fu sepolta nel mausoleo di Abdülhamid I.
- Seyare Kadın. Morì nel 1817 e fu sepolta nel mausoleo di Abdülhamid I.

### Figli
Mustafa IV aveva un solo figlio:
- Şehzade Ahmed (1809 - 1809). Nato postumo.

Nei decenni successivi alla morte di Mustafa, un certo Ahmed Nedir, un uomo georgiano, dichiarò di essere il figlio segreto di Mustafa IV, nato dopo che sua madre, una donna russa, fu fatta fuggire da Costantinopoli mentre era incinta in seguito alla morte di Mustafa IV. Secondo un'altra versione, Ahmed Nedir era lo stesso Şehzade Ahmed, la cui morta fu simulata per poter nascondere il bambino all'estero, per timore che Mahmud II lo giustiziasse. In ogni caso la sua pretesa al trono, mai provata, non è stata mai presa in considerazione da alcuno.

### Figlie
Mustafa IV aveva una sola figlia:
- Emine Sultan (6 maggio 1809 - ottobre 1809). Nata postuma, sepolta con suo padre nel mausoleo Hamidiye. La sua balia era Muhtaviye Hatun, moglie di Said Bey (morta il 16 novembre 1812, sepolta nel Cimitero di Karacaahmet).